# Juan Germán Roscio (khu tự quản)
Juan Germán Roscio là một khu tự quản thuộc bang Guárico, Venezuela. Thủ phủ của khu tự quản Juan Germán Roscio đóng tại San Juan de los Morros. Khự tự quản Juan Germán Roscio có diện tích 1497 km2, dân số theo điều tra dân số ngày 21 tháng 10 năm 2001 là 103706 người.